# Unitat de Subsol

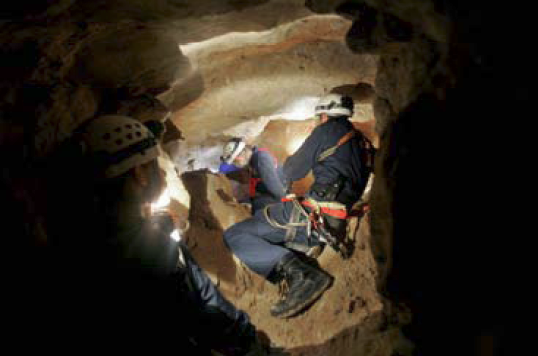
Agents de la Unitat de Subsol.

La de Subsol és una de les cinc peculiars unitats de l'Àrea Central de Suport Operatiu (ACSO) que ofereixen els seus serveis altament especialitzats a la resta d'àrees del cos de Mossos d'Esquadra. Actua en els espais subterranis i els confinats com ara clavegueres, mines, pous, coves, sitges, dipòsits, conduccions... Les seves tasques són bàsicament preventives per evitar atacs terroristes i delinqüència comuna; però també actua en tasques de rescat de persones, animals o objectes.

## Funcions

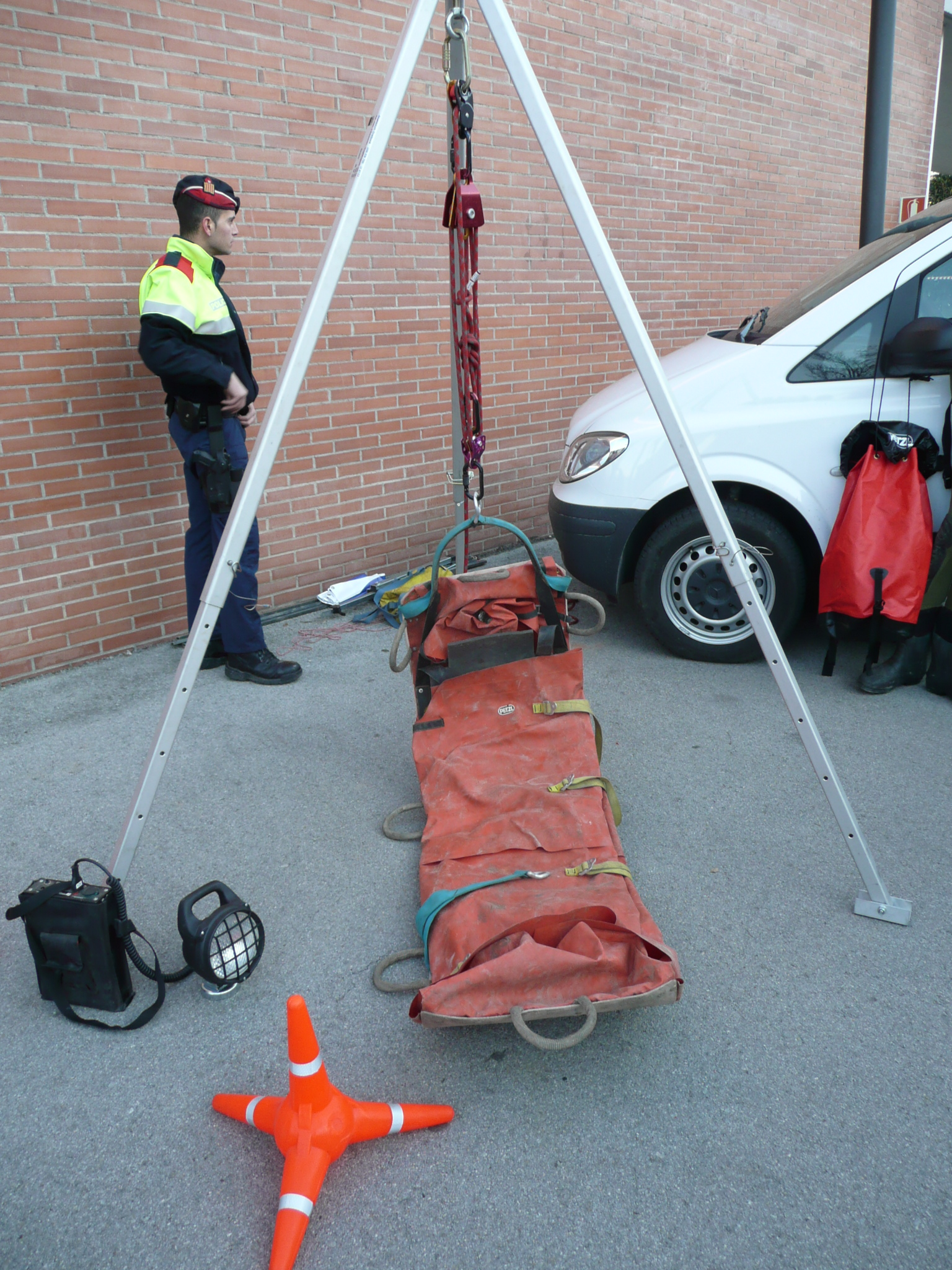
Trípode d'ascens / descens.

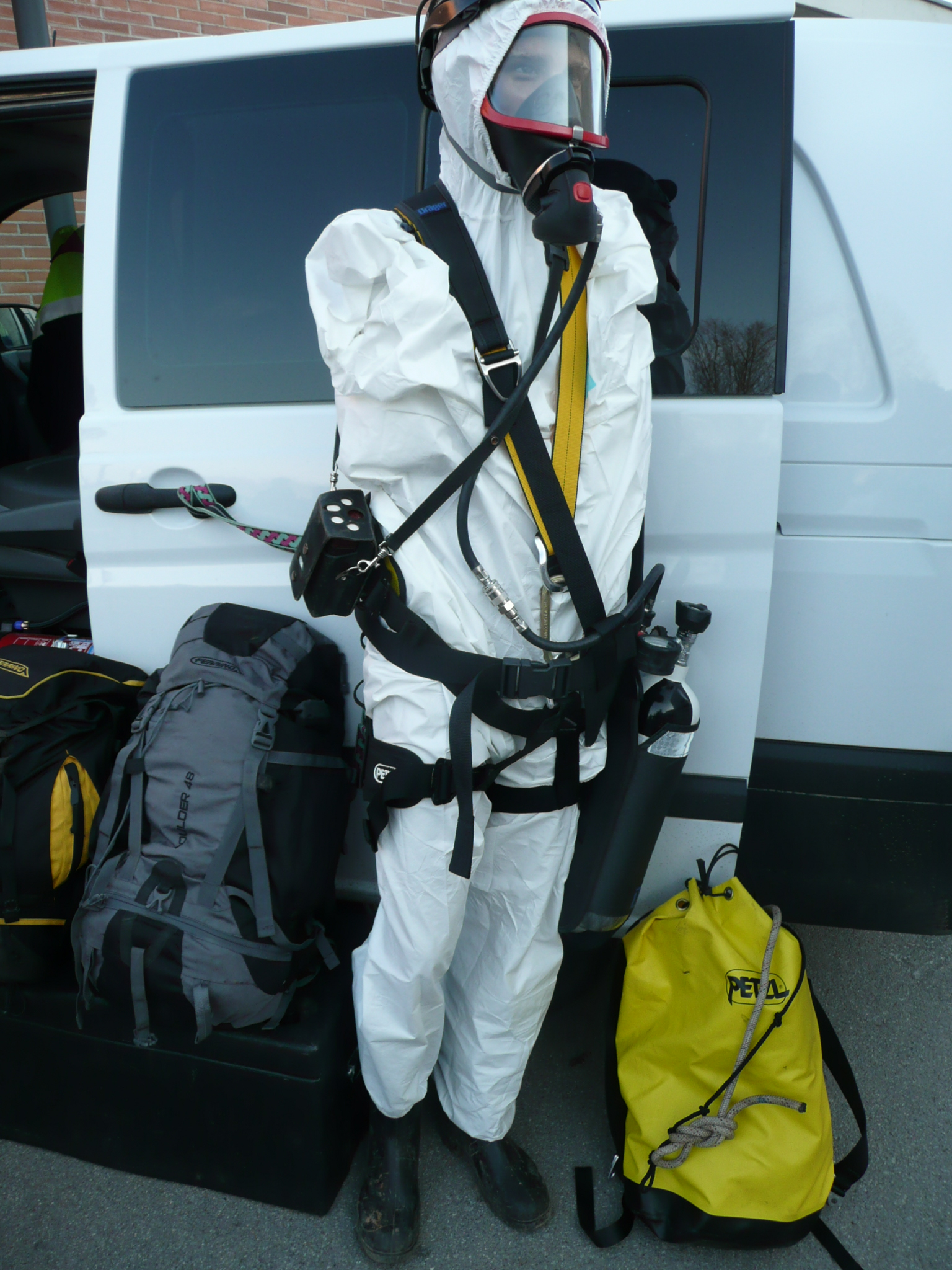
Vestit d'aïllament per circular per les clavegueres.

Concretament la Unitat de Subsol executa a la pràctica la funció encomanada a l'ACSO que li és pròpia:
1. Les tasques policials i l'elaboració d'informes tècnics de seguretat del subsol i llocs confinats.[1]

Executa tasques de prevenció i revisió del subsol: galeries de servei, antics refugis antiaeris o clavegueres de les zones circumdants de possibles objectius criminals: com ara les conselleries del govern, les presons, els bancs i molts altres edificis. També s'activen a petició d'altres organismes dels Mossos d'Esquadra per fer controls previs a la visita a Catalunya d'alguna personalitat o per quan es preveu una gran concentració humana en algun punt determinat (manifestacions, partits de futbol...) per tal d'evitar possibles atemptats. També solen buscar armes i drogues que han anat a parar al món subterrani.
Les eines de treball d'aquesta àrea són, en primer lloc, el material d'escalada habitual com ara cordes, mosquetons i cascs; mascares de gas i bombones d'oxigen per si topen amb gasos tòxics; mesuradors de gasos i d'oxigen pel mateix motiu; granotes de neoprè; granotes especials i bótes impermeables per aïllar-se les aigües residuals; llanternes; i l'objecte més característic d'aquesta unitat: una espècie de trípode amb una politja per baixar i pujar els agents amb seguretat, amb una corda i un arnès especial anomenat "el triangle" que es posa la persona que baixa per la boca de la claveguera. D'aquesta manera no poden caure al buit si algun graó de les velles escales metàl·liques es trenqués, un fet habitual a causa de les permanents condicions d'humitat que degraden ràpidament el metall i els maons. Tot el material que baixa al subsòl és netejat i desinfectat després de cada servei.
Les dures condicions en què treballen els agents d'aquesta unitat inclouen brutícia, pudors i gasos tòxics, humitat, foscor, una temperatura de 18 graus, i animals diversos (rates, escarabats...).

## Funcionament
La unitat és dirigida per un cap, qui acostuma a ser un policia amb el rang de sotsinspector o sergent, i un sotscap d'un rang inferior. Està composta per diferents torns de treball, que executen un 80 % dels serveis de manera planificada. El 2012 tenia una vintena d'efectius.
Els mossos que en formen part s'han d'haver especialitzat a l'Institut de Seguretat Pública de Catalunya fent el curs d'Intervenció en el subsol, de la família de la seguretat ciutadana, que dura 250 hores teòriques i 100 de pràctiques. Per superar aquest curs els aspirants són posats en situacions límit en diverses proves com ara la de travessar un recorregut de túnels sense llum on s'han d'orientar i superar el vertigen, la por als insectes i, és clar, la claustrofòbia. Molts d'ells ja tenen una experiència prèvia molt valuosa al practicar espeleologia per compte propi.

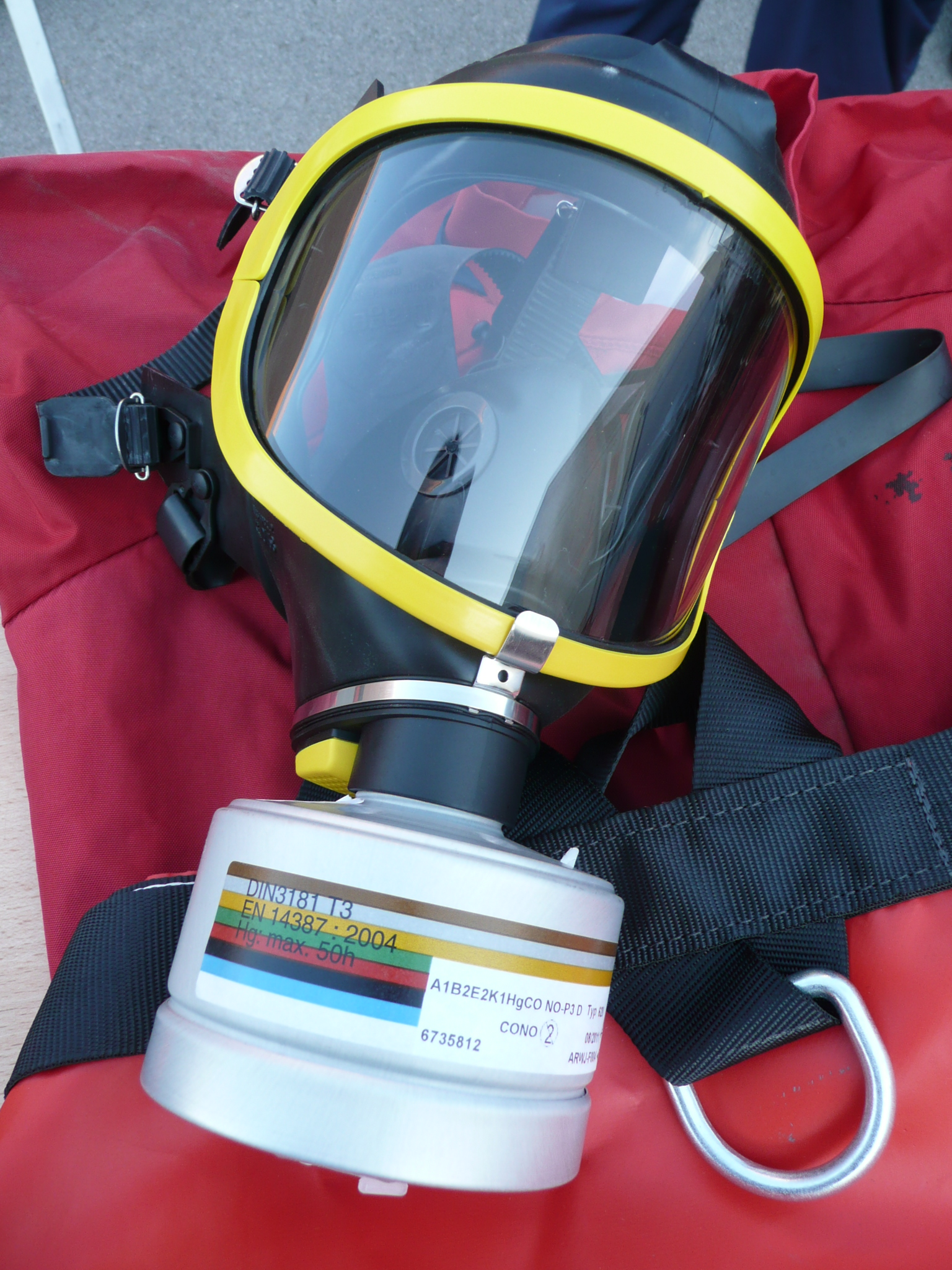
Màscara de filtre per ambients amb partícules a l'aire
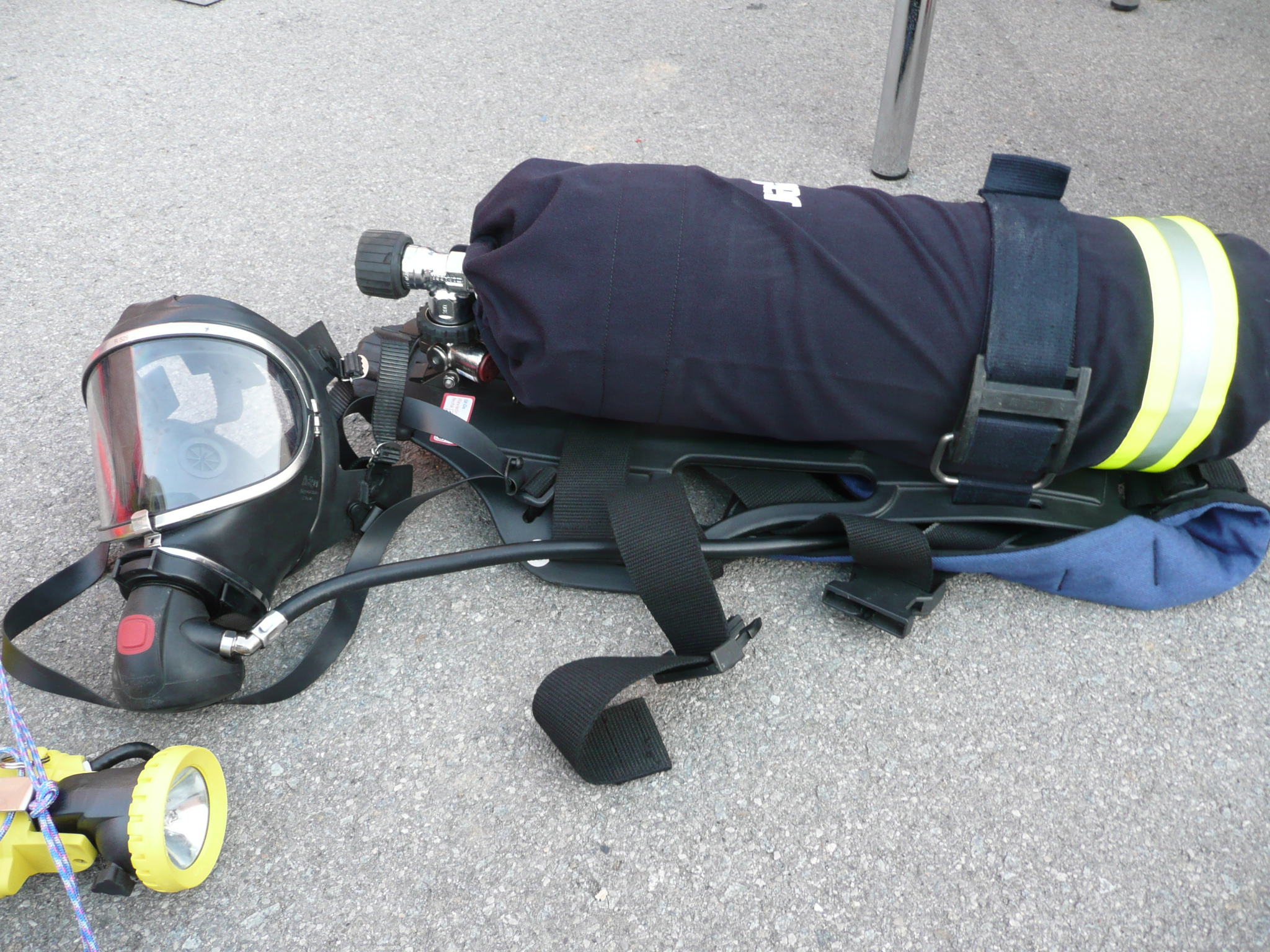
Màscara i bombona d'oxigen per ambients directament contaminats

## Història
Aquesta unitat té els seus orígens a principis dels anys noranta quan la proximitat dels Jocs Olímpics de Barcelona el 1992 van fer veure al govern català la necessitat de dotar-se de diversos serveis policials especialitzats per tal de participar en la seguretat de l'esdeveniment. En el cas de la vigilància del subsol, els mossos fundadors van formar-se i entrenar-se amb un conjunt de cursos de diverses institucions: els Bombers de la mateixa Generalitat, la Federació Catalana d'Espeleologia, l'Institut Gaudí de la Construcció i diverses empreses d'aquest camp. Per certificar la seva qualificació van passar el curs d'especialització policial en subsol del Cos Nacional de Policia, curs que van haver de superar tots els membres de la unitat fins que el 2003 l'Escola de Policia de Catalunya va ser capaç d'organitzar el propi completament.